# Jackson Martínez
Jackson Arley Martínez Valencia (3 d'octubre de 1986) o senzillament Jackson és un futbolista colombià que juga com a davanter amb el Guangzhou Evergrandre xinès.
L'Atlètic de Madrid va fitxar Jackson procedent del FC Porto per 35 milions d'euros -l'import de la seva clàusula de rescissió-, però no va acabar de brillar a les ordres de Diego Pablo Simeone. Per això, només sis mesos després va tancar el traspàs del colombià al Guangzhou Evergrandre xinès per la xifra de 42 milions d'euros. En els sis mesos que va ser a l'Atlètic de Madrid, Jackson Martínez va disputar un total de 22 partits oficials, 13 dels quals com a titular, i només va marcar tres gols.